# Friedrich Wegehaupt

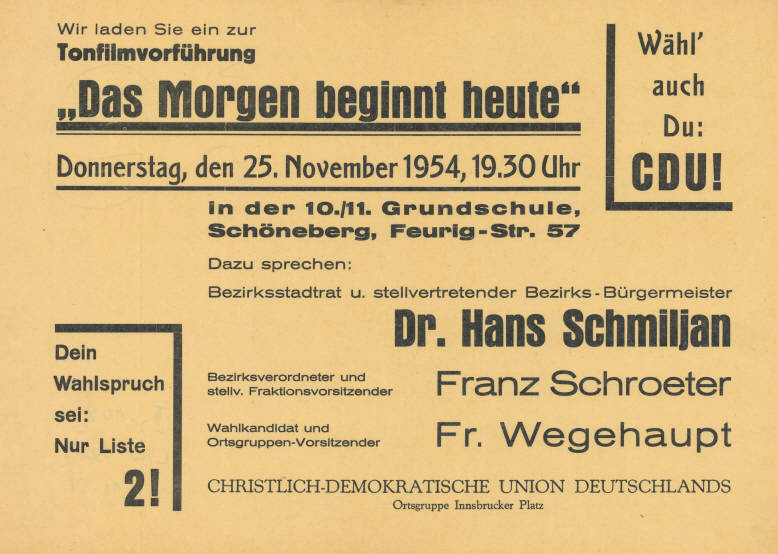
Wahlplakat der CDU Schöneberg 1954: Referenten waren Hans Schmiljan, Franz Schroeter und Friedrich Wegehaupt

Friedrich Wegehaupt (* 25. August 1904 in Dresden; † 23. April 2000 in Berlin) war ein deutscher Politiker (DStP, CDU).
Friedrich Wegehaupt besuchte eine Volksschule und machte eine Lehre als Technischer Zeichner und Industrie-Werbefachmann. 1924 trat er dem Jungdeutschen Orden und 1930 der Deutschen Staatspartei (DStP) bei, er war Mitbegründer der DStP in Sachsen. Er wurde zunächst 1932 Redakteur an einer Lokalzeitung und wechselte 1934 zu einem feinmechanischen Großbetrieb als Werbeleiter. Nach der „Machtergreifung“ der Nationalsozialisten 1933 war Wegehaupt im Widerstand und wurde kurzzeitig inhaftiert.
Nach dem Zweiten Weltkrieg trat Wegehaupt 1945 der CDU in Dresden bei und wurde ein Jahr später Inhaber eines Werbebüros für Filmreklame. Im Oktober 1948 wurde er aus politischen Gründen inhaftiert und zu eineinhalb Jahren Zuchthaus verurteilt, die er in Dresden absitzen musste. Im April 1950 wurde er dort entlassen und flüchtete nach West-Berlin. Er wurde daraufhin 1951 Mitbegründer der „Kameradschaft ehemaliger politischer Häftlinge aus der SBZ“, später auch als deren Vorsitzender. 1953 gründete Wegehaupt den „Gesamtverband der Sowjetzonenflüchtlinge“, der 1974 zum „Bund der Mitteldeutschen“ umbenannt wurde. Er war langjähriger Leiter des Berliner Büros des Bundesministers Ernst Lemmer. Später wurde er Mitgründer des Museums „Haus am Checkpoint Charlie“.

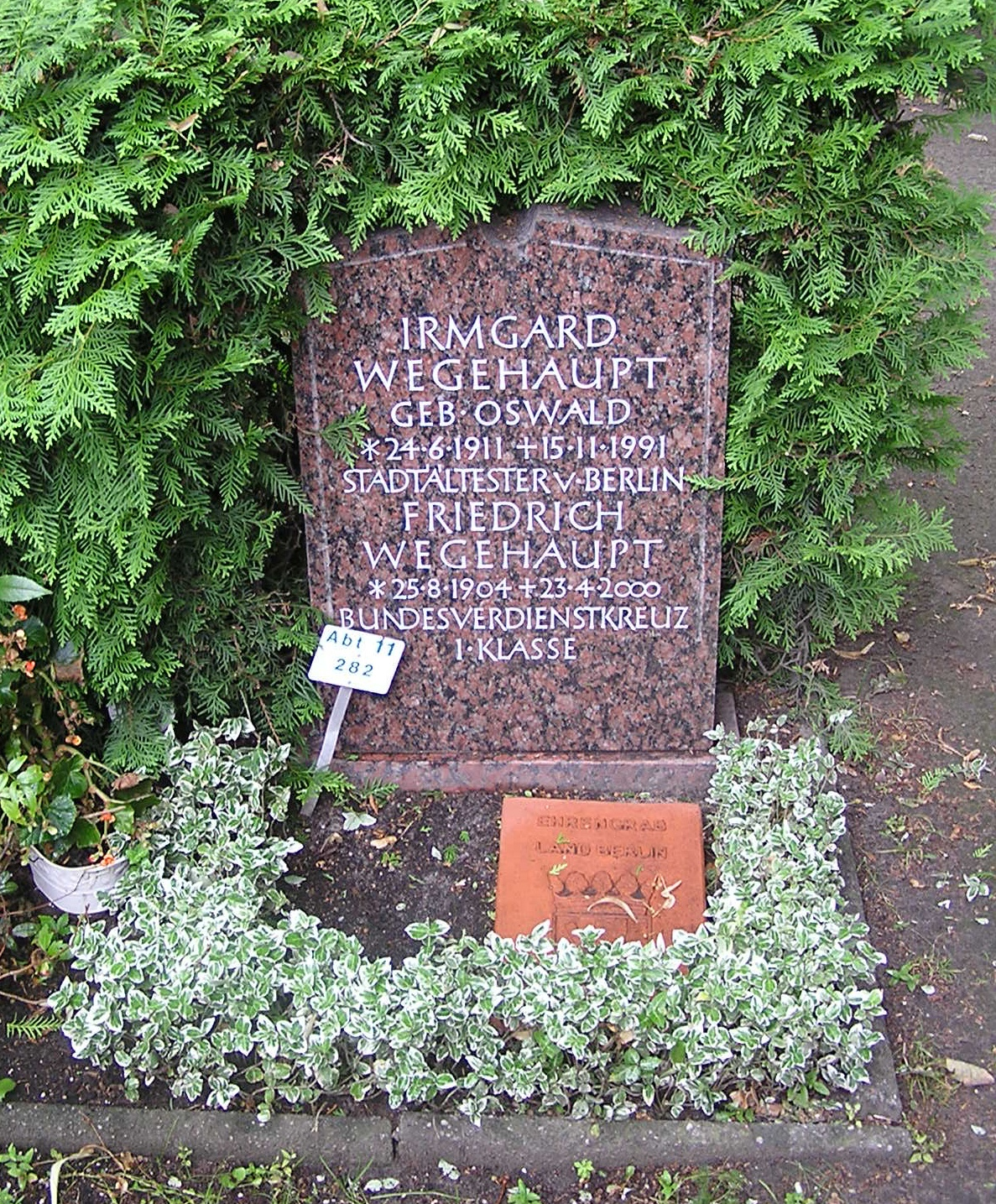
Ehrengrab Friedrich Wegehaupts

Bei der Berliner Wahl 1954 wurde Wegehaupt in die Bezirksverordnetenversammlung im Bezirk Schöneberg gewählt. Bei der Wahl 1963 wurde er in das Abgeordnetenhaus von Berlin gewählt, dem er bis zum März 1967 angehörte.
Wegehaupt erhielt das Bundesverdienstkreuz 1. Klasse. 1983 wurde er mit der Würde des Stadtältesten von Berlin geehrte. Sein Grab auf dem Friedhof Schöneberg I im Ortsteil Berlin-Schöneberg ist als Ehrengrab der Stadt Berlin (Feld 11-282) ausgewiesen.